# Doctrina pueril
Doctrina pueril (1274-1276) és el títol d'una obra de Ramon Llull destinada a ensenyar catequesi als infants. La dedica al seu fill, per a qui la va crear a Mallorca. Es conserva en l'anomenat Còdex miscel·lani, escrit a dues columnes amb lletra cursiva al segle xiv.

## Contingut
Comença enumerant els principis de fe irrenuciables, explica els deu manaments, els sagraments, les virtuts i vicis (que identifica amb els pecats capitals). Posteriorment s'estén sobre la Verge Maria, l'Esperit Sant i copia oracions comunes. A banda dels fonaments de la fe cristiana, l'obra conté alguns ensenyaments sobre ciència. Als apèndixs també aporta informació sobre les altres religions, estudiades des del punt de vista històric i no solament apologètic.

## Anàlisi
L'objectiu didàctic és evident en el gènere del llibre. Llull considerava que sense saber les bases de la doctrina cristiana no es podia avançar en el saber, d'aquí la importància d'establir els mínims que calia ensenyar als infants com pas previ per a un coneixement més elevat. La referència al coneixement científic de la natura il·lustra aquest propòsit d'anar més enllà.
Per fer més entenedors els conceptes, Llull usa exemples i metàfores, allunyant-se així dels llibres catequètics de la seva època. Utilitza un llenguatge planer. La influència d'Aristòtil en la concepció del món amara tot l'obra.